# Jesus Is King
Jesus Is King — дев’ятий студійний альбом американського репера Каньє Веста, випущений 25 жовтня 2019 року через GOOD Music. Альбом дотримується християнської тематики, а сам Каньє Вест описав це як «вираження Євангелія». Альбом містить гостьові куплети від Clipse, Ty Dolla Sign, Kenny G, Fred Hammond, Ant Clemons і Sunday Service Choir. Продюсуванням займалися Каньє Вест, Federico Vindver, Angel Lopez, Labrinth, BoogzDaBeast, Timbaland та інші.
Каньє Вест почав записувати альбом у серпні 2018 року, спочатку назвавши його Yandhi. Альбом пропустив дві початкові дати випуску у вересні та листопаді 2018 року під оригінальною назвою, перш ніж був відкладений на невизначений термін через витік інформації. Вест створив свою госпел-групу Sunday Service Choir у січні 2019 року, яка виконувала госпел-пісні та кавери на пісні з дискографії Каньє. У серпні 2019 року Yandhi було повторно анонсовано вже як Jesus Is King, але він знову пропустив дві заплановані дати випуску на кінець вересня 2019 року.
Фінальний реліз Jesus Is King відбувся одночасно з однойменним концертним фільмом, який включав кілька треків як частину саундтреку. Сингли «Follow God» і «Closed on Sunday» були випущені в листопаді 2019 року, потрапивши в топ-20 американського чарту Billboard Hot 100. Альбом отримав неоднозначні відгуки музичних критиків, і багато з них порівнювали його з попереднім альбомом Веста Ye 2018 року. Одні критики похвалили композицію, а інші висловили негативне ставлення до текстів і непослідовності ідей.
Jesus Is King отримав нагороди «Кращий християнський альбом» і «Кращий євангельський альбом» на Billboard Music Awards 2020, а також «Найкращий альбом сучасної християнської музики» на 63-й щорічній церемонії вручення премії «Греммі» у 2021 році. Це став дев’ятий поспіль студійний альбом Каньє Веста, який дебютував на першому місці в Billboard 200. Крім того, Вест побив кілька рекордів чартів Billboard. Альбом лідирував у чартах дев’яти інших країн, включаючи Австралію та Канаду, а також увійшов до топ-5 у Чехії, Фінляндії, Ірландії, Нідерландах, Швеції та Великобританії. Він отримав золотий статус у США від Асоціації звукозаписної індустрії Америки (RIAA) і срібний у Великобританії від Британської фонографічної індустрії (BPI). У грудні 2019 року хор Sunday Service Choir випустив супутній альбом Jesus Is Born.

## Історія створення
Протягом травня-червня 2018 року під час Wyoming Sessions Каньє Вест спроддюсував п’ять альбомів: Daytona Pusha T був випущений першим, а потім восьмий альбом Веста Ye, спільний студійний альбом з Кід Каді Kids See Ghosts, одинадцятий альбом Nas Nasir і другий студійний альбом Теяни Тейлор K.T.S.E.. У липні 2018 року репер Chance the Rapper оголосив, що Каньє Вест приїжджає до Чикаго, щоб спродюсувати альбом із семи треків. Вест також оголосив, що він назавжди повертається до Чикаго, про що його дружина Кім Кардаш'ян не знала, поки не почула про це в соціальних мережах, і що він активно працює над спільним студійним альбомом з Chance the Rapper під назвою Good Ass Job. Урешті-решт Каньє Вест не повернувся до Чикаго, а Good Ass Job не був випущений.
17 вересня 2018 року Вест анонсував свій дев'ятий студійний альбом Yandhi, лише через три місяці після виходу його попереднього сольного альбому Ye, розкривши обкладинку та початкову дату релізу 29 вересня 2018 року. Робочий трек-лист для початкової версії Yandhi включав «I Love It» з Lil Pump, «We Got Love» з Теяною Тейлор і Лорін Гілл, і «New Body» з Нікі Мінаж.
12 жовтня 2018 року Каньє Вест прибув до Уганди і відновив роботу над альбомом у куполоподібній студії, розташованій у Chobe Safari Lodge у національному парку Murchison Falls. Альбом був відкладений ще декілька раз, поки Кньє Вест не оголосив у Twitter, що відчуває, що Yandhi ще не закінчено, і що він «оголосить дату випуску, коли це буде зроблено», відклавши альбом на невизначений термін.
6 січня 2019 року Каньє Вест представив Sunday Service Choir та продовжував репетирувати щонеділі. Хор співає класичний госпел і «церковні» ремікси популярних пісень. Того ж місяця Вест почав проводити час у Лос-Анджелесі і своєму нещодавно придбаному будинку в Маямі. У Маямі він працював з Timbaland, під час його сесій з Lil Wayne, 2 Chainz, Migos, Tee Grizzley та YNW Melly. 14 лютого 2019 року Каньє вперше зустрів саксофоніста Кенні Джі після того, як найняв його для виступу на День святого Валентина, і запросив його взяти участь в записі альбому. У лютому Timbaland поділився фрагментом треку Yandhi в Instagram. Трек «Water» був записаний у квітні 2019 року та дебютував наживо менше ніж через тиждень, 21 квітня 2019 року. «Water» було виконано з Sunday Service Choir, Клемонсом і Ty Dolla Sign на Coachella на Великдень. Каньє Вест стверджував, що його «радикально врятували» під час виступу на Coachella, а пізніше залучив Адама Тайсона як особистого пастора для щотижневих вивчення Біблії.

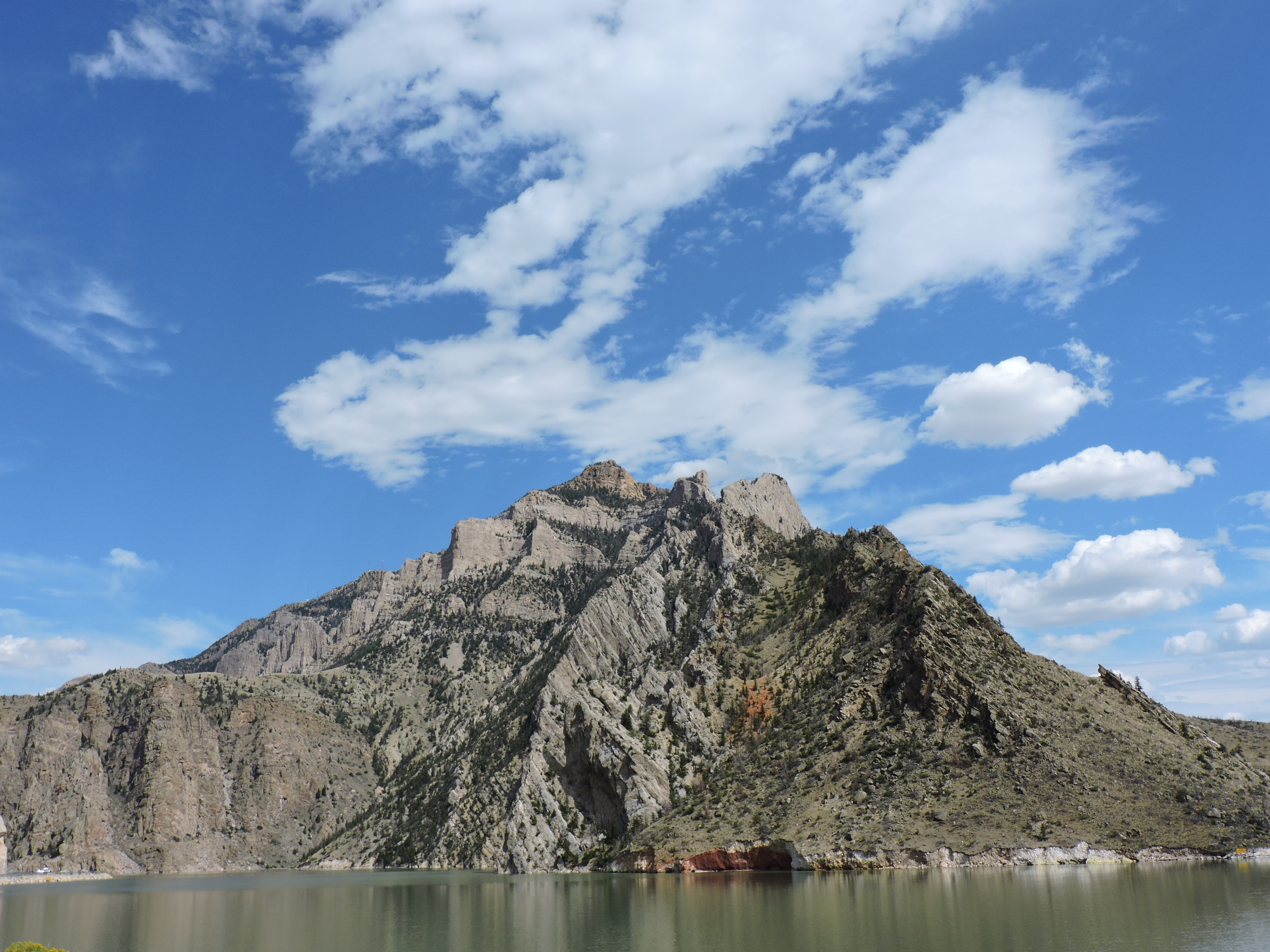
У вересні 2019 року Каньє Вест повернувся до Вайомінгу, щоб закінчити Jesus Is King, у тому ж штаті, де він записав свій попередній альбом Ye.

У травні 2019 року Каньє Вест повернувся до Вайомінгу, щоб закнічити альбом. Він також говорив із Тайсоном про те, що хоче кинути читати реп, оскільки він вважав це «музикою диявола», на що Тайсон запропонував Весту читати реп для Бога. Тайсона запросили обміркувати, як включити в альбом християнські елементи.
29 серпня 2019 року Кім Кардаш'ян оголосила про Jesus Is King, опублікувавши рукописний трек-лист проекту у Twitter. У примітці також зазначено дату випуску 27 вересня 2019 року. 25 вересня 2019 року кілька джерел повідомили, що керівники Def Jam зустрілися з Вестом у Вайомінгу, і що альбом пропустить заплановану дату випуску. Після вечірки з прослуховуванням у Детройті Кардаш'ян оголосила, що альбом не буде випущений 27 вересня, а натомість буде випущений через два дні, 29 вересня 2019 року, оскільки потрібно було завершити зведення. Протягом двох днів Каньє Вест перезаписав трек «Selah» і все ще чекав на новий куплет Нікі Мінаж для «New Body». Дата випуску 29 вересня також була пропущена. Згідно з TMZ, альбом уже був завершений, але Каньє Вест постійно його переглядав, оскільки він був незадоволений кінцевим продуктом. У жовтні 2019 року він продовжив роботу над альбомом у Вайомінгу та запросив Swizz Beatz допомогти завершити його. 21 жовтня 2019 року Вест опублікував у Twitter нову дату релізу, 25 жовтня 2019 року. Він вирізав пісні «New Body», «Up from the Ashes» і «LA Monster» з альбому. Jesus Is King пропустив опівнічну прем’єру, а Вест пояснив затримку через кілька годин, написавши у Twitter: «Дякую моїм шанувальникам за вашу відданість і терпіння. Ми спеціально виправляємо мікси для «Everything We Need», «Follow God» і «Water». Зрештою, Jesus Is King було випущено в заплановану дату о 4:30 ранку.

## Музичний стиль та лірика
Jesus Is King — це християнський хіп-хоп, який має значний вплив госпелу. Ерік Скелтон із Complex вважав, що це не звуковий відхід від попередньої роботи Веста, відзначаючи його «здорові дози басу, гарні акорди, хіп-хоп чуттєвість і поп-мелодії», і стверджував, що Каньє запозичив елементи зі своїх минулих альбомів, таких як My Beautiful Dark Twisted Fantasy, Ye та The Life of Pablo.
Jesus Is King зосереджується на християнській концепції спасіння та царювання Христа. Зберігаючи християнську тематику, тексти альбому не містять ненормативної лексики та сексуальних згадок, у тому числі у виконанні запрошених вокалістів. Каньє Вест виступив на вечірці з прослуховуванням у Нью-Йорку 29 вересня 2019 року, заявивши: «Цей альбом був створений, щоб бути вираженням євангелії та ділитися євангелією та правдою про те, що Ісус зробив зі мною. Коли я думаю про моя душа волає про доброту Ісуса і про все, що він робить для мене».

## Реліз і промоушн

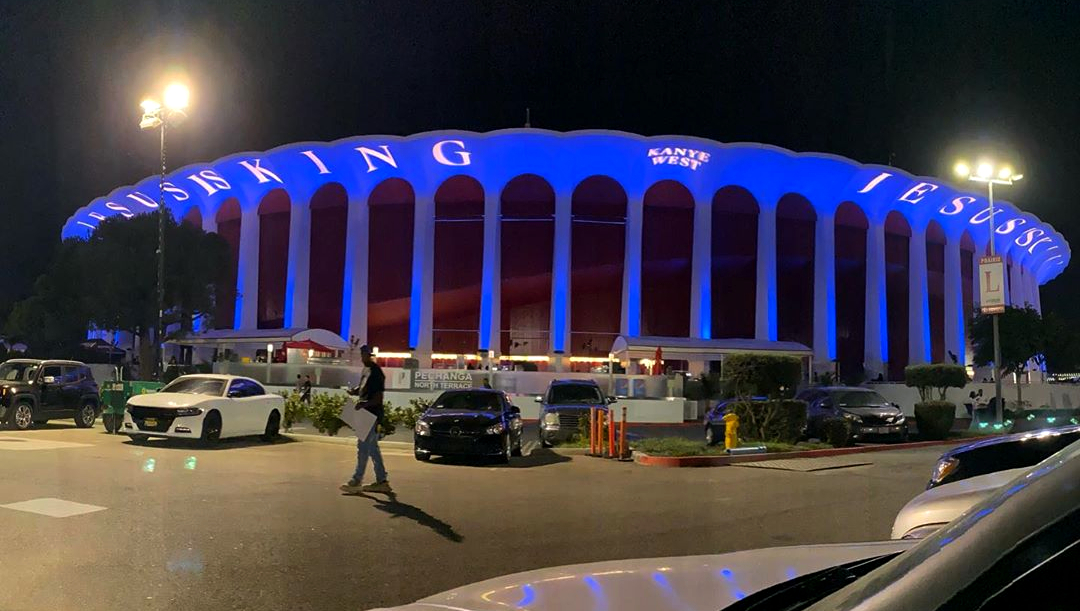
Альбом був представлений на Форумі в окрузі Лос-Анджелес у жовтні 2019 року.

12 жовтня 2019 Каньє Вест оголосив орієнтовну дату релізу 25 жовтня 2019 на вечірці прослуховування у Вашингтоні, округ Колумбія. Альбом і супровідний фільм повторно показали на Форумі в окрузі Лос-Анджелес 23 жовтня 2019 року для 17 000 відвідувачів, за два дні до їх релізу.
Jesus Is King було випущено для цифрового завантаження та потокового передавання 25 жовтня 2019 року лейблами GOOD Music та Def Jam Recordings. Випуск альбому відбувся одночасно з однойменним експериментальним концертним короткометражним фільмом. Jesus Is King був випущений на компакт-дисках у Сполучених Штатах 27 березня 2020 року.
На обкладинці альбому зображена синя вінілова платівка, а назва альбому та ім’я Каньє Веста написані вгорі та внизу відповідно. У час випуску альбому, Вест запустив «лінію одягу, що зображує Христа, що благословляє людей», після чого вона була швидко розпродана.
27 жовтня 2019 року Каньє Вест і його хор провели перше недільне богослужіння з моменту виходу альбому в Форумі, де виконали пісні. 15 листопада він виконав пісні з Jesus Is King зі своїм хором перед ув’язненими двох в’язниць у Г’юстоні, штат Техас.

### Сингли
Каньє Вест не випустив передальбомних синглів для Jesus Is King. 26 жовтня того ж року відбулася прем’єра ліричного відео для «Follow God». 5 листопада 2019 року Вест вибрав цю пісню для випуску як головного синглу Jesus Is King у США. Пісня досягла сьомого місця в Billboard Hot 100 ще до того, як була випущена як сингл. Так само він досяг шостого місця в чарті синглів Великобританії, ставши 23-м синглом Веста в топ-10 чарту. 20 липня 2020 року «Follow God» отримав платиновий сертифікат у США за продаж 500 000 сертифікованих одиниць. Пізніше 11 грудня 2020 року пісня отримала срібний сертифікат за продаж 200 000 одиниць у Сполученому Королівстві.
Другий сингл з альбому, «Closed on Sunday», був випущений 28 листопада 2019 року. Того ж дня було випущено музичне відео на цей трек, яке збіглося з датою Дня подяки в США того року. Пісня дебютувала на 17-му місці в Billboard Hot 100 і отримала платиновий сертифікат у вересні 2020 року.

## Сиквел
18 листопада 2019 року Каньє Вест оголосив у Twitter, що він працює з Dr. Dre над проєктом реміксів під назвою Jesus Is King Part II, і розмістив відповідну фотографію зі студії. Альбом так і не був випущений.
25 вересня 2023 року Jesus Is King Part II повністю злили в Інтернет. На альбомі були гостьові куплети від Емінема, Снуп Догга, Андресона Пака, Тревіса Скотта, Pusha T, 2 Chainz, Marsha Ambrosius і ASAP Ferg.

## Комерційний успіх
Jesus Is King посів перше місце в Billboard 200 з продажами в 264 000 одиниць альбому, ставши другим за обсягом продажів R&B/хіп-хоп альбомом за тиждень у 2019 році. Це дало Каньє Весту його дев'ятий поспіль студійний альбом, який дебютував на вершині хіт-параду, зрівнявши його з рекордом, який належав Емінему. Альбом одночасно зайняв перші місця в чартах найкращих християнських альбомів США та найкращих госпел-альбомів. 16 червня 2020 року перший отримав золотий сертифікат RIAA за продаж 500 000 сертифікованих одиниць у США. Альбом також дебютував на першому місці в Канаді, Австралії, Норвегії, Данії, Ісландії, Латвії, Естонії, Словаччині та Новій Зеландії. Jesus Is King посів друге місце в Британії, Ірландії, Литві, Нідерландах, Фінляндії та Чехії. Усі одинадцять треків з Jesus Is King потрапили до Billboard Hot 100, а композиція «Follow God» посіла сьоме місце.

## Критика
Jesus Is King був зустрінутий неоднозначними відгуками музичних критиків. На Metacritic альбом отримав середню оцінку 53 на основі 25 рецензій. Агрегатор AnyDecentMusic? поставили йому 4,9 з 10.
Джордан Бассетт з NME написав про альбом: «Якщо минулорічний урізаний семикомпозиційний «ye» здебільшого здавався стерильним і незавершеним, колекцією безладних, напівреалізованих задумів, ось альбом з абсолютною ясністю та впевненістю». Бассетт продовжив, назвавши його «лаконічним» за стандартами Каньє Веста, але не одним із його «шедеврів», як-от My Beautiful Dark Twisted Fantasy та The Life of Pablo, хоча стверджував, що «в усьому є щільність і фокус». Ніл МакКормік з The Daily Telegraph висловив подібні почуття, заявивши, що «з госпел-хорами, церковними органами та душевними виканнями, зведеними до типово бравурної картини незрозумілих семплів, деформованих синтезаторів і моторошних плит гармоній вокодера, Jesus Is King звучить так само блискуче, як будь-що» з дискографії Веста.
Брендан Клінкенберг із Rolling Stone подивився на альбом як на те, що Вест «більше не колупається в протиріччях, а насолоджується новим завзяттям». Ветеран-критик Роберт Крістґау визнав альбом «грандіозним, егоїстичним, ненатхненним, до того ж у ньому закладена політика, яка, на мій погляд, межує зі злом», водночас сказавши про Веста: «Духовно він — самолюбна оболонка, а музика — це нічого. Нехай він справді народиться знову, але я не затамую подих».

### Нагороди
Jesus Is King був номінований як реп/хіп-хоп альбом року на 51-й церемонії вручення нагород GMA Dove. Альбом отримав нагороди «Кращий християнський альбом» і «Кращий альбом госпелу» на Billboard Music Awards 2020, ставши першим альбомом, який коли-небудь отримав обидві нагороди. На 63-й щорічній церемонії вручення премії «Греммі» Jesus Is King отримав нагороду як «Найкращий альбом сучасної християнської музики». Це стало 22-ю перемогою Веста на церемонії вручення премії «Греммі», в результаті чого він ненадовго зрівнявся з Jay-Z як найбільш нагороджений виконавець хіп-хопу в історії церемонії, хоча цей титул знову повернув собі Джей-Зі, коли він виграв свою 23-ю «Греммі» пізніше тієї ночі.

## Список композицій
| #     | Назва                                                         | Автор | Продюсер(и)                                                                         | Тривалість |
| ----- | ------------------------------------------------------------- | --- | ----------------------------------------------------------------------------------- | ---------- |
| 1.    | «Every Hour» (за участю Sunday Service Choir)                 | Kanye West Benjamin Scholefield Federico Vindver | Kanye West Budgie Vindver                                                           | 1:52       |
| 2.    | «Selah»                                                       | West Cydel Young Dexter Raymond Mills Jr. Vindver Gene Thornton Jahmal Gwin Jeffrey LaValley Rennard East Terrence Thornton Evan Mast Matthew Leon John Boyd Adam Wright | Kanye West E*vax BoogzDaBeast [a] Vindver [a] Benny Blanco [b] Francis Starlite [b] | 2:45       |
| 3.    | «Follow God»                                                  | West Gwin Bryant Bell Aaron Butts Curtis Eubanks Calvin Eubanks | Kanye West BoogzDaBeast Xcelence                                                    | 1:45       |
| 4.    | «Closed on Sunday»                                            | West Angel Lopez Brian Miller Vindver Timothy Mosley Chango Farías Gómez G. Thornton East T. Thornton Victory Elyse Boyd                                                 | Kanye West Lopez Brian "AllDay" Miller Vindver Timbaland                            | 2:32       |
| 5.    | «On God»                                                      | West Gwin Michael Cerda Jordan Timothy Jenks Vindver Young Dijon Isaiah McFarlane                                                                                        | Kanye West BoogzDaBeast Cerda Pi'erre Bourne [a] Vindver [b]                        | 2:16       |
| 6.    | «Everything We Need» (за участю Ty Dolla Sign та Ant Clemons) | West Tyrone Griffin Jr. Anthony Clemons Michael Mulé Isaac DeBoni Ronald Spence Jr. Gwin Vindver Mike Dean Bradford Lewis Young Josh Berg Gerard A. Powell               | Kanye West FNZ Ronny J BoogzDaBeast [a] Vindver [a] Mike Dean [b]                   | 1:56       |
| 7.    | «Water» (за участю Ant Clemons)                               | West Clemons Gwin Lopez Vindver Mosley Alexander Nelson Klein Bruce Haack V. Boyd                                                                                        | Kanye West BoogzDaBeast Lopez [a] Vindver [a] Timbaland [a]                         | 2:48       |
| 8.    | «God Is»                                                      | West Warryn Campbell Timothy Lee McKenzie Lopez Vindver V. Boyd Robert Fryson                                                                                            | Kanye West Campbell Labrinth Lopez [a] Vindver [a]                                  | 3:23       |
| 9.    | «Hands On» (за участю Fred Hammond)                           | West Fred Hammond Lopez Vindver Mosley Butts | Kanye West Lopez Vindver Timbaland                                                  | 3:23       |
| 10.   | «Use This Gospel» (за участю Clipse та Kenny G)               | West G. Thornton T. Thornton Kenneth Bruce Gorelick Lopez Michael Suski Vindver Mosley Gwin Jenks Derek Watkins East Leon                                                | Kanye West Lopez DrtWrk Vindver Timbaland BoogzDaBeast [a] Bourne [a]               | 3:34       |
| 11.   | «Jesus Is Lord»                                               | West Lopez Miller Claude Léveillée Vindver Mosley | Kanye West Lopez Miller Vindver Timbaland                                           | 0:49       |
| 27:04 |                                                               | |                                                                                     |            |

Примітки
- ↑  означає співпродюсера
- ↑  означає додаткового продюсера

## Чарти
| Чарт (2019)                                          | Пікова позиція |
| ---------------------------------------------------- | -------------- |
| Австралія Australian Albums (ARIA)                   | 1              |
| Австралія Australian Urban Albums (ARIA)             | 1              |
| Австрія Austrian Albums (Ö3 Austria)                 | 9              |
| Бельгія Belgian Albums (Ultratop Flanders)           | 6              |
| Бельгія Belgian Albums (Ultratop Wallonia)           | 20             |
| Канада Canadian Albums (Billboard)                   | 1              |
| Чехія Czech Albums (ČNS IFPI)                        | 5              |
| Данія Danish Albums (Hitlisten)                      | 1              |
| Нідерланди Dutch Albums (MegaCharts)                 | 3              |
| Естонія Estonia (Eesti Tipp-40)                      | 1              |
| Фінляндія Finnish Albums (Suomen virallinen lista)   | 4              |
| Франція French Albums (SNEP)                         | 16             |
| Німеччина German Albums (Offizielle Top 100)         | 19             |
| Німеччина German Albums (Top 20 Hip Hop)             | 4              |
| Ісландія Icelandic Albums (Plötutíóindi)             | 1              |
| Ірландія Irish Albums (IRMA)                         | 2              |
| Італія Italian Albums (FIMI)                         | 18             |
| Латвія Latvian Albums (LAIPA)                        | 1              |
| Литва Lithuanian Albums (AGATA)                      | 2              |
| Нова Зеландія New Zealand Albums (Recorded Music NZ) | 1              |
| Норвегія Norwegian Albums (VG-lista)                 | 1              |
| Шотландія Scottish Albums (OCC)                      | 44             |
| Словаччина Slovak Albums (ČNS IFPI)                  | 1              |
| Швеція Swedish Albums (Sverigetopplistan)            | 2              |
| Швейцарія Swiss Albums (Schweizer Hitparade)         | 8              |
| Велика Британія UK Albums (OCC)                      | 2              |
| Велика Британія UK Christian & Gospel Albums (OCC)   | 1              |
| Велика Британія UK R&B Albums (OCC)                  | 1              |
| США Billboard 200                                    | 1              |
| США Christian Albums (Billboard)                     | 1              |
| США Soundtrack Albums (Billboard)                    | 1              |
| США Top Gospel Albums (Billboard)                    | 1              |
| США Top R&B/Hip-Hop Albums (Billboard)               | 1              |

| Чарт (2019)                              | Позиція |
| ---------------------------------------- | ------- |
| Австралія Australian Albums (ARIA)       | 89      |
| Нідерланди Dutch Albums (MegaCharts)     | 92      |
| Ісландія Icelandic Albums (Plötutíóindi) | 49      |
| Латвія Latvian Albums (LAIPA)            | 58      |
| США Billboard 200                        | 141     |
| США Christian Albums (Billboard)         | 2       |
| США Soundtrack Albums (Billboard)        | 7       |
| США Top Gospel Albums (Billboard)        | 1       |
| США Top R&B/Hip-Hop Albums (Billboard)   | 51      |

| Чарт (2020)                            | Позиція |
| -------------------------------------- | ------- |
| США Billboard 200                      | 197     |
| США Christian Albums (Billboard)       | 2       |
| США Soundtrack Albums (Billboard)      | 5       |
| США Top Gospel Albums (Billboard)      | 1       |
| США Top R&B/Hip-Hop Albums (Billboard) | 79      |

| Чарт (2021)                       | Позиція |
| --------------------------------- | ------- |
| США Christian Albums (Billboard)  | 14      |
| США Top Gospel Albums (Billboard) | 3       |

## Сертифікації
| Регіон                                                      | Сертифікація | Продажі |
| ----------------------------------------------------------- | ------------ | ------- |
| Данія (IFPI Denmark)                                        | Золотий      | 10 000  |
| Велика Британія (BPI)                                       | Срібний      | 60 000  |
| США (RIAA)                                                  | Золотий      | 500 000 |
| продажі+прослуховування, що базуються лише на сертифікаціях |              |         |